# La España Moderna
La España Moderna va ser una revista cultural espanyola, distribuïda entre 1889 i 1914 i publicada per l'editorial del mateix nom, de les quals José Lázaro Galdiano va ser propietari i fundador. La seva posada en marxa fou avalada per Emilia Pardo Bazán, qui ajudà Lázaro Galdiano a llançar i promocionar la revista i buscar col·laboradors en els seus inicis. Ha estat qualificada per diversos autors com una espècie de versió espanyola de la revista francesa Revue des deux mondes. Va ser considerada com una plataforma publicitària de la pròpia editorial, perquè contenia sovint ressenyes de llibres i novetats publicats per aquesta.
A La España Moderna hi col·laboraren autors com Rafael Altamira, Augusto Martínez Olmedilla, Miguel de Unamuno, Emilia Pardo Bazán, Benito Pérez Galdós, Leopoldo Alas Clarín, Marcelino Menéndez Pelayo o Pedro Dorado Montero.